# 質子交換膜燃料電池

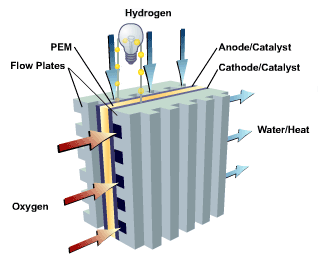
質子交換膜燃料電池構造與運作原理示意圖，上方輸入氫氣，前側導入氧氣，產生電力、水與熱。

質子交換膜燃料電池（英語：Proton Exchange Membrane Fuel Cell），又稱固體高分子電解質燃料電池（Polymer Electrolyte Membrane Fuel Cells），是一種以含氫燃料與空氣作用產生電力與熱力的燃料電池，運作溫度在 50℃ 至 100℃，無需加壓或減壓，以高分子質子交換膜為傳導媒介，沒有任何化學液體，發電後產生純水和熱。
燃料電池中，質子交換膜燃料電池相對低溫與常壓的特性，加上對人體無化學危險、對環境無害，適合應用在日常生活，所以被發展應用在運輸動力型（Transport）、定置型（Stationary）與攜帶型（Portable）等機組。

## 構造
質子交換膜燃料電池每一個電池組，一般是由十一層結構所組成：
- 電極組
  - 中間層為高分子質子交換膜，簡稱交換膜，是固態高分子電解材料，用以傳送質子，且須隔阻電子與氣體通過；
  - 其兩邊外側為觸媒反應層，陽極與陰極的電化學反應分別在此兩層進行，目前以鉑／碳或鉑／釕／碳粉體為觸媒；
- 氣體擴散組
  - 觸媒層兩邊外側是兩層擴散層，為經疏水處理以避免水分阻塞的碳纖維，能將反應物擴散至觸媒反應層，並將生成物擴散排出；
  - 擴散層兩邊外側為兩層流場板，與擴散層接觸面有許多氣體導流槽，反應物與生成物即經由這些導流槽進出燃料電池；
- 導電隔離組
  - 於流場板外側是導電板，負責收集電流，再經由電路傳送至負載；
  - 最外層有兩片壓板，用以固定與隔離保護整個電池組。

## 原理
質子交換膜燃料電池的原理是：首先氫分子經由陽極端流場板的氣體導流槽進入電池組，經擴散層到陽極觸媒反應層，經陽極觸媒作用氧化為氫離子（也就是質子），與釋出電子，這化學反應過程稱為陽極半反應：
| {\displaystyle {\rm {H_{2}\longrightarrow 2H^{+}+2e^{-}}}} | {\displaystyle {\rm {E_{1}^{o}=0V}}}SHE（標準氫電極） |
然後氫離子受電滲透力驅策，伴隨數個水分子，經由交換膜輸送至另一端的陰極觸媒反應層。接著游離的電子經導電板收集，因電位差的原故，通過連接在導電板上的電路，流向陰極的導電板，變成電流產生電力，電子最後會由陰極導電板送到陰極觸媒反應層。
最後氫離子、電子、加上由陰極流場板輸送來空氣中的氧氣，匯集在陰極觸媒反應層，經陰極觸媒催化而產生水，這化學反應過程稱為陰極半反應：
| {\displaystyle {\rm {4H^{+}+4e^{-}+O_{2}\longrightarrow 2H_{2}O}}} | {\displaystyle {\rm {E_{2}^{o}=1.229V}}}SHE |
總體電化反應是將化學能自由能差 {\displaystyle {\rm {\left(\Delta G\right)}}} 轉變為電動勢 {\displaystyle {\rm {\left(\Delta E\right)}}} ：
| {\displaystyle {\rm {\Delta E=E_{2}^{o}-E_{1}^{o}=1.229V}}}SHE |
而：
| {\displaystyle {\rm {\Delta G=\Delta H-T\Delta S\;}}} |
氫的反應熱 {\displaystyle {\rm {\Delta H\;}}} 為 {\displaystyle {\rm {286\;{\it {k{\rm {J\,{mol}^{-1}}}}}}}}，熵变 {\displaystyle {\rm {\Delta S\;}}} 為 {\displaystyle {\rm {163\;J\,{mol}^{-1}\,{K}^{-1}}}}。
假設溫度 {\displaystyle {\rm {T\;}}} 為 {\displaystyle {\rm {57^{\circ }C}}} 即 {\displaystyle {\rm {330\;K}}} 時，能量損耗為：
| {\displaystyle {\rm {T\Delta S=330\;K\cdot 163\;J\,{mol}^{-1}\,{K}^{-1}\cong 53.79\;{\it {k{\rm {J\,{mol}^{-1}}}}}}}} |
故轉換率：
| {\displaystyle {\rm {{\frac {\Delta G}{\Delta H}}={\frac {286\;{\it {k{\rm {J\,{mol}^{-1}-53.79\;{\it {k{\rm {J\,{mol}^{-1}}}}}}}}}}{286\;{\it {k{\rm {J\,{mol}^{-1}}}}}}}\cong 81.2\%}}} |
也就是在溫度為 {\displaystyle {\rm {57^{\circ }C}}} 時，有{\displaystyle {\rm {81.2\%\;}}}的反應熱可以轉換成電能，由此推算，{\displaystyle {\rm {T\;}}} 為 {\displaystyle {\rm {100^{\circ }C}}}時，仍有{\displaystyle {\rm {78.7\%\;}}}的轉換率，是相當有效能的電轉化換。

## 歷史
1960年代中期，美國奇異公司的威勒湯瑪士葛洛伯和李尼崔奇，參與了美國海軍船務署與美國陸軍通訊兵團的一項專案，要求發展一種小型燃料電池，便發明了以質子交換膜為電解質的燃料電池。
第一個成品，是使用氫化鋰放入水來產生氫，並製作成拋棄式的燃料匣，方便攜帶又容易置換，但由於電極板是貴重金屬鉑（白金），生產成本非常高昂。
奇異的質子交換膜燃料電池“PB2”，被選定參與美國太空總署的雙子星座計劃，該計劃的主要目的為在太空中測試各種設備與狀況，以供後來以登月為目標的阿波羅計劃參考設計，但剛開始時時PB2遇到了電池組汙染與氧從交換膜滲漏等問題，雙子星1號到4號都沒有採用。
奇異公司重新設計電池，採用了杜邦公司的“納飛安”離子聚合膜為交換膜，代替之前的磺化聚苯乙烯膜，新電池名為“P3”，從雙子星5號開始被採用至最後的雙子星10號。惟於後來的阿波羅計劃與太空梭改為採用鹼性燃料電池。
奇異公司持續不斷研發新的質子交換膜電池，在1970年代中期，發展出一種水電解技術，可以支援水中生活，應用在美國海軍的氧氣生產工廠，英國皇家海軍於1980年代初採用此項技術於其潛水艇艦隊。
1980年代後期至1990年代，美國的洛斯阿拉莫斯國家實驗室與德州A&M大學，致力於實驗如何減少質子交換膜電池對鉑的使用量。
近來因奈米科技發展，已能將只有數奈米的鉑鍍在炭黑或碳粉上，不僅大幅降低鉑的使用量，並且使能量密度得以大幅提升。

## 外部連結
- 燃料電池的演進與原理[永久]